# 凉皮 (山西小吃)
凉皮，是陕西一种常见的小吃，以淀粉制成，呈凝胶状，与凉粉是同物不同形，通常将块状的凉粉称作凉粉，薄皮状的凉粉称作凉皮。